# R. Scott Bakker
Richard Scott Bakker (* 2. Februar 1967 in Simcoe, Ontario) ist ein englischsprachiger kanadischer Schriftsteller.

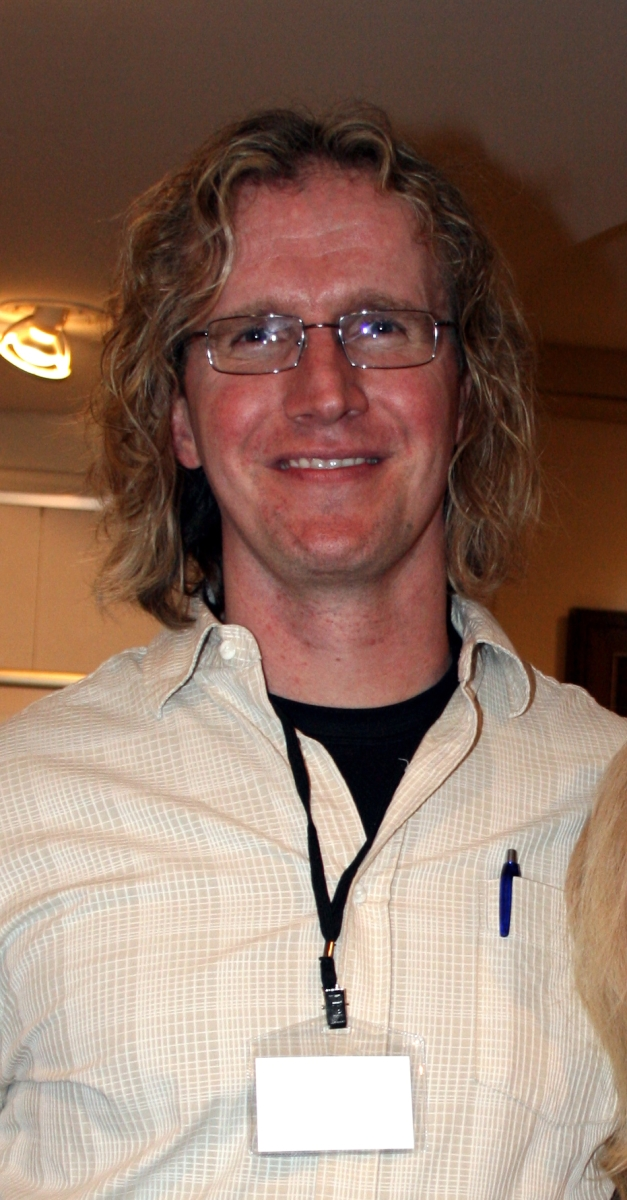
R. Scott Bakker

## Leben
Bakker wuchs als Sohn eines Tabakpflanzers auf. Er studierte Anglistik an der University of Western Ontario. Er hat außerdem einen Magistertitel für Theory and Criticism. Bakker verbrachte anschließend einige Zeit in Nashville, um an der dortigen Vanderbilt University in Philosophie zu promovieren, lebt aber derzeit in London, Ontario.
Bakker ist Autor der Fantasy-Roman-Trilogie The Prince of Nothing (in Deutschland unter dem Titel Der Krieg der Propheten vom Klett-Cotta Verlag verlegt), die von der Kritik sehr positiv aufgenommen wurde. Daran schließt die Tetralogie The Aspect-Emperor an. Daneben hat Bakker bisher zwei Thriller veröffentlicht.

## Werke

### The Second Apocalypse

#### The Prince of Nothing
- Band 1: The Darkness That Comes Before, 2004
  - Schattenfall. Klett-Cotta, Stuttgart 2006, ISBN 3-608-93783-8; Heyne, München 2008, ISBN 978-3-453-53047-8
- Band 2: The Warrior Prophet, 2005
  - Der Prinz aus Atrithau. Klett-Cotta, Stuttgart 2007, ISBN 978-3-608-93784-8; Heyne, München 2009, ISBN 978-3-453-53048-5
- Band 3: The Thousandfold Thought, 2006
  - Der tausendfältige Gedanke. Klett-Cotta, Stuttgart 2008, ISBN 978-3-608-93785-5; Heyne, München 2009, ISBN 978-3-453-52459-0

#### The Aspect Emperor
- Band 1: The Judging Eye, 2009
- Band 2: The White Luck Warrior, 2011
- Band 3: The Great Ordeal, 2016
- Band 4: The Unholy Consult, 2017

#### The No-God
Angekündigte dritte Reihe, voraussichtlich in zwei oder drei Bänden.

#### Kurzgeschichten
- The False Sun (A Second Apocalypse Story), Three Pound Brain[2]
- The Four Revelations of Cinial'jin (A Second Apocalypse Story), Three Pound Brain[3]
- The Knife of Many Hands (A Second Apocalypse Story), Teil 1 von 2, Grimdark Magazine Ausgabe 2, 1. Januar 2015[4]
- The Knife of Many Hands (A Second Apocalypse Story), Teil 2 von 2, Grimdark Magazine Ausgabe 3, 25. März 2015[5]

### Thriller
- Neuropath, 2008
  - Neuropath. Heyne, München 2010, ISBN 978-3-453-52458-3
- Disciple of the Dog, 2010